# Columela
Lucius Junius Moderatus Columella, (Gades, Bética; 4 d. C. – Tarento; ca. 70 d. C.) llamado Columela, fue un escritor agronómico hispano de la Antigua Roma.

## Biografía
Nacido en Gades, provincia de la Bética, pertenecía a la tribu Galeria y estuvo un tiempo en el ejército romano y fue tribuno laticlavio en la Legio VI Ferrata en Syria en el año 35. Después se trasladó a la península itálica, donde, estimulado por el ejemplo familiar de su tío Marco Columela, consagrado a la agricultura en la Bética, puso en práctica sus conocimientos de agricultura en sus propiedades de Ardea, Carseoli y Alba.
De su obra escrita nos ha llegado De re rustica (Los trabajos del campo), escrito hacia el año 42,  y  De arboribus (Libro de los árboles). La primera de estas obras, que fue traducida en parte al castellano en 1781 por fray Rafael Rodríguez Mohedano y su hermano fray Pedro Rodriguez Mohedano está dividida en doce libros, se inspiró en agrónomos anteriores como Catón el Viejo, Varrón y otros autores latinos, griegos e incluso cartagineses, de los que da una amplia lista; cita expresamente a los geopónicos Julio Ático y a Julio Grecino, padre de Gneo Julio Agrícola, y no ignoró tampoco a Hesíodo, Homero, Ovidio, Lucrecio, Horacio, Virgilio, Plinio y Celso. Trata sobre todos los trabajos del campo en el más amplio sentido de la palabra: desde la práctica de la agricultura, la ganadería y la apicultura, hasta la cura de animales, pasando por la elaboración de distintos productos y conservas.
En De arboribus trata sobre cultivos arbustivos como la vid y sobre árboles como el olivo o los frutales, e incluso flores como la violeta o la rosa. La obra de Columela es considerada el repertorio más amplio y documentado sobre agricultura romana.
La crítica sin embargo ha considerado que podría tratarse de la misma obra, que tuvo dos ediciones, una resumida, de la que se desgajó el De arboribus, y otra mucho más ampliada, que es la que ha llegado hasta nosotros en doce libros De re rustica, dedicados a Publio Silvino, un agricultor que poseía fincas aledañas a una de Columela. Lleva un prefacio en que se lamenta del desinterés existente por una materia tan importante: 
```
"Cualquiera que sea el género de estudio al que quiere aplicarse uno, se escoge el preceptor más dotado... Solo la agricultura, próxima y consanguínea con la sabiduría, está tan falta de discípulos como de maestros".
```

Porque para él la agricultura es la expresión de una moral tradicional, severa y austera, que representa las viejas costumbres y virtudes romanas. La estructura de la obra es la siguiente: 
- I) Situación y construcción de la finca; ocupaciones de los esclavos.
- II) Manutención del campo.
- III-IV) La viña.
- V) Árboles frutales
- VI-IX) Tratado completo de zootécnica.
  - VI, ganado mayor.
  - VII, ganado menor.
  - VIII, aves de corral.
  - IX, abejas y apicultura.
- X) Jardines.
- XI-XII) El campesino y ocupaciones de la masadera.[6]

Cediendo a una petición de Silvino, y respondiendo al pie de la letra a los versos de las Geórgicas de Virgilio en que este se lamenta de no poder ocuparse de la jardinería, Columela, con la intención de llenar la laguna, desarrolla este argumento en el libro X en forma de floridos hexámetros, lejanos sin duda a la perfección virgiliana, pero no faltos de calor y de esmerada concisión. Compuso otras obras que se han perdido: unos folletos contra la astrología, un tratado sobre las viñedos y los árboles dedicado a Eprio Marcelo y un libro sobre las ilustraciones y los sacrificios que acaso no compuso enteramente.

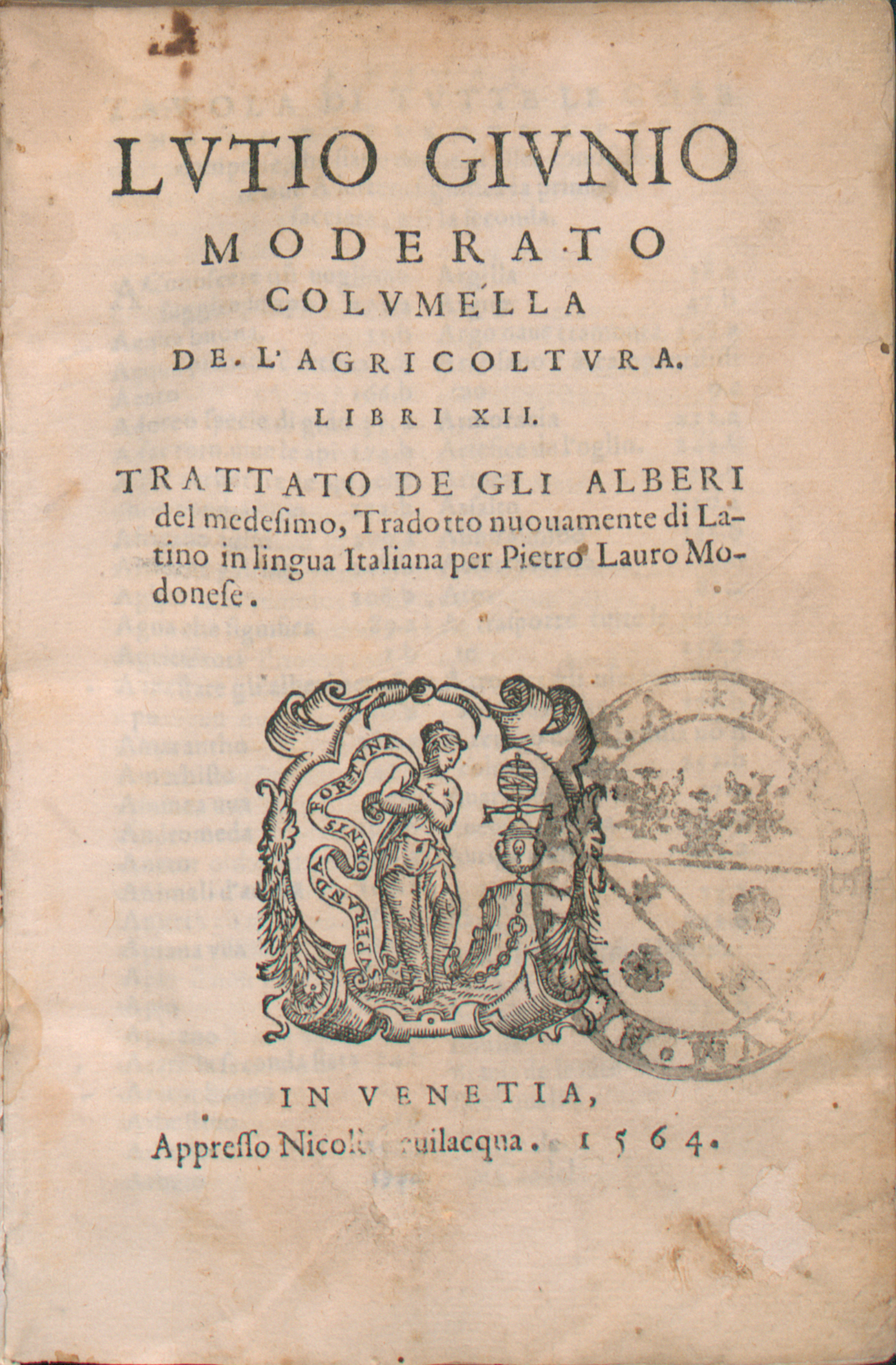
De re rustica, 1564.

El catedrático de la Universidad Politécnica de Madrid, Luis Alfonso Gil Sánchez, opina que la familia Columela fue la responsable de la introducción de los olmos ‘romanos’ en la península ibérica.
En 1794, los botánicos José Antonio Pavón y Jiménez e Hipólito Ruiz López pusieron el nombre de Columellia en su honor a un género peruano de astéridas.
En 1824, Juan María Álvarez de Sotomayor Rubio publicó De re rustica en español íntegramente y por primera vez: Los doce libros de agricultura que escribió en latín Lucio Junio Moderato Columela (Madrid, Miguel de Burgos, 1824, 2 vols.). El primero comprende los siete primeros libros, y el segundo los otros cinco. Hay tres ediciones facsímilares modernas: Santander, Sociedad Nestlé - A.E.P.A, 1979; Extramuros Edición, S.L., 2009; Valladolid: Maxtor Editorial, 2013.

## Trascendencia
Pese a su eficacia, la obra de Columela dejó escasos vestigios en la antigüedad. En el siglo IV lo imitó Rutilio Tauro Emiliano Paladio, autor de un Opus agriculturae, cuyo capítulo XIV, último de la obra, a imitación del agrónomo gaditano, lo escribió no en hexámetros, sino en dísticos elegíacos cuando trataba de los injertos. Con Celso, fue también Columela fuente importante para el tratado de veterinaria de Pelagonio, también del siglo IX, en 35 capítulos. El De re rustica fue conocido por los árabes desde el siglo IX y fue fundamental para la obra de Gabriel Alonso de Herrera ya en el siglo XVI; de sus fuentes se nutrieron largamente los naturalistas de la época renacentista, y luego Johann Matthias Gesner, más conocido como Gesnerus (1691-1761). Lo tradujo Juan María Álvarez de Sotomayor Rubio.